# Verrallia csikii
Verrallia csikii är en tvåvingeart som beskrevs av Aczel 1940. Verrallia csikii ingår i släktet Verrallia och familjen ögonflugor.
Artens utbredningsområde är Washington. Inga underarter finns listade i Catalogue of Life.